# Mastacembelus erythrotaenia
Mastacembelus erythrotaenia е вид лъчеперка от семейство Mastacembelidae. Видът не е застрашен от изчезване.

## Разпространение и местообитание
Разпространен е във Виетнам, Индонезия (Калимантан и Суматра), Камбоджа, Малайзия (Западна Малайзия и Саравак) и Тайланд.
Обитава сладководни басейни и реки.

## Описание
На дължина достигат до 1 m.